# Каппель (Швейцария)
Каппель (нем. Kappel SO) — коммуна в Швейцарии, в кантоне Золотурн. 
Входит в состав округа Ольтен. Население составляет 2693 человека (на 31 декабря 2007 года). Официальный код — 2580.